# 阿珀姆 (北达科他州)
阿珀姆（英語：Upham），是美国北达科他州下属的一座城市。根据2010年美国人口普查，该市有人口130人。